# Лебедев, Юрий Альфредович
Юрий Альфредович Лебедев (18 марта 1953 — 19 февраля 2018) — изобретатель, специалист в области геологоразведки, владелец более 100 патентов, зарегистрированных в 30 странах. В 1991-1992 годах был председателем инновационного совета при председателе Совмина РФ (в ранге министра), затем возглавлял консорциум инновационных фирм. Народный депутат РФ в 1990-1993 годах.

## Биография
Окончил Барнаульский политехнический институт по специальности горный инженер, позже в Ленинграде защитил кандидатскую диссертацию:
- Совершенствование технологии возведения и контроля качества массива твердеющей закладки : на примере разработки Джезказганского месторождения камерными системами с закладкой : диссертация ... кандидата технических наук : 05.15.02. - Москва, 1983. - 158 с. : ил.

После защиты диссертации преподавал геологию в Горно-Алтайском педагогическом институте. Работал по хозрасчётным договорам с различными предприятиями и организациями.
С 1989 года - предприниматель, директор инженерного центра «Силэн» (силовой элемент), г. Горно-Алтайск, Алтайский край (с марта 1992 года научно-технический центр, НТЦ).
Народный депутат РФ в 1990-1993 годах. С 1990 г. - председатель Инновационного совета при председателе Совмина РСФСР. С 8 января 1992 года председатель Инновационного комитета Российской Федерации.
Кандидат технических наук. Изобретатель, учёный в области геологоразведки, владелец более 100 патентов, зарегистрированных в 30 странах. Специалист в области безвзрывной добычи природного камня.  В 1991 году за 200 тысяч долларов США выкупил у государства свои патенты.
Соавтор учебника:
- Буровзрывные работы : [Учеб. для горно-геол. спец. вузов] / В. И. Комащенко, В. Ф. Носков, Ю. А. Лебедев. - Москва : Недра, 1995. - 412,[1] с. : ил.; 21 см. - (Высшее образование).; ISBN 5-247-01944-X

## Личная жизнь
Увлекался горным и водным туризмом. Был женат. Отец семерых детей: Никита, Филипп, София, Татьяна, Наталия, Эмилия, Николай.